# Ćišinski-Pfad

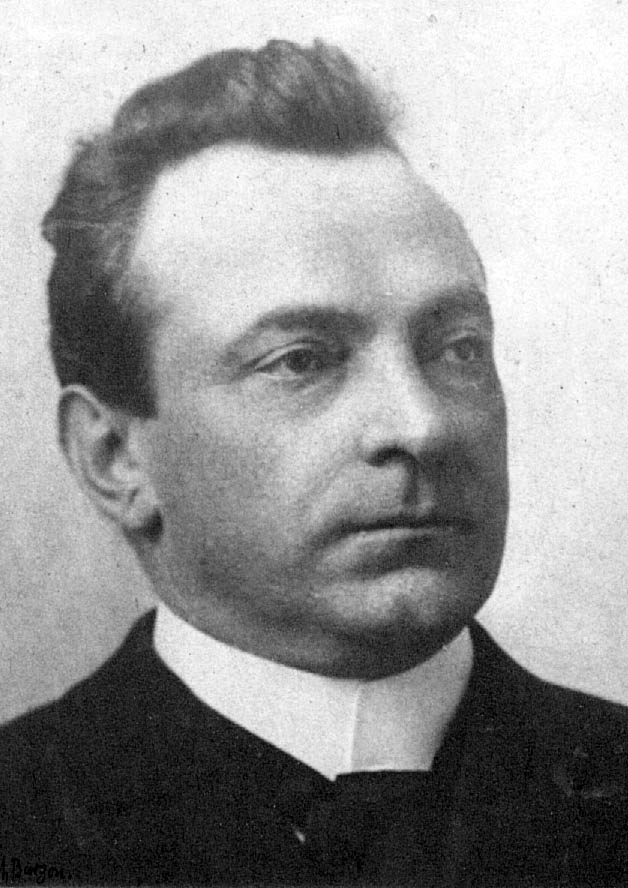
Jakub Bart-Ćišinski (1856–1909)

Der Ćišinski-Pfad, obersorbisch Šćežka Ćišinskeho, ist ein Themen- bzw. Bildungspfad mit umfangreichen Informationen zum Leben des sorbischen Dichters und Geistlichen Jakub Bart-Ćišinski (1856–1909).
An zehn Stationen werden jeweils in sich geschlossene Themenkomplexe behandelt. Diese beziehen sich einerseits auf Lebensabschnitte Ćišinskis (frühe Kindheit und Schulzeit in Kuckau, Studienzeit in Prag, Wirken als Geistlicher in verschiedenen Gemeinden inner- und außerhalb der Lausitz), andererseits auf sein künstlerisches Schaffen (Lyrik, Dramatik, Prosa). An den jeweiligen Stationen sind Tafeln angebracht, die mithilfe eines QR-Codes bzw. per URL auf eine Internetseite mit entsprechenden Informationen verweisen. Das Wissen zu Ćišinski ist für vier Zielgruppen aufbereitet: in sorbischer Sprache für Grundschüler, Oberschüler bzw. Gymnasiasten sowie für Erwachsene. An deutschsprachige Besucher richtet sich der vierte Zugang. Die Informationstexte und ausgewählte Werke Ćišinskis sind jeweils als Audio und in Textform abrufbar. Zusätzlich sind historische Fotografien zugänglich. Das Angebot für Schülergruppen enthält Spiele und Aktivitäten, die das vermittelte, an sorbischen Schulen unterrichtsrelevante Wissen mithilfe erlebnispädagogischer Elemente festigen.

## Verlauf
Der 6,5 km lange Ćišinski-Pfad beginnt in Kuckau, dem Geburtsort des Poeten. Am Nachfolgebau des Geburtshauses ist eine Erinnerungstafel angebracht. Über Stationen im Torhaus und Hof des Klosters St. Marienstern führt der Weg in den Lippepark (Lipjo), wo 1949 das Ćišinski-Denkmal eingeweiht wurde. Über Cannewitz führt der Weg vorbei an der Ostroer Schanze nach Ostro, wo sich an der Kirche St. Benno die Grabstätte Ćišinskis befindet. Von dort geht der Weg durch Felder nach Panschwitz, wo nicht nur die Hauptstraße und die Schule den Namen des sorbischen katholischen Geistlichen tragen, sondern in der Schule auch ein Ćišinski-Museum besteht.

## Geschichte
Die Idee für den Ćišinski-Pfad wurde durch Jadwiga und Fabian Kaulfürst ausgearbeitet und 2019 durch die Domowina-Ortsgruppe Panschwitz-Kuckau für den Wettbewerb des sächsischen Mitmach-Fonds eingereicht. Dort gehörte das Projekt zu den Preisträgern in der Kategorie „Łužica/Lausitz – žiwa dwurěčnosć/lebendige Zweisprachigkeit“. Die Bearbeitung der inhaltlichen Themenschwerpunkte sowie die Seitenprogrammierung erfolgten hauptsächlich 2020. Seit Aufstellung der QR-Code-Tafeln im April 2021 ist der Pfad der Öffentlichkeit zugänglich.
Das Ehepaar Kaulfürst erhielt 2021 den Förderpreis des Ćišinski-Preises, unter anderem für „ihr vielseitiges und engagiertes Wirken auf dem Gebiet der sorbischen Sprache und Kultur“ und „die Umsetzung kreativer Projekte“.